# Clipse

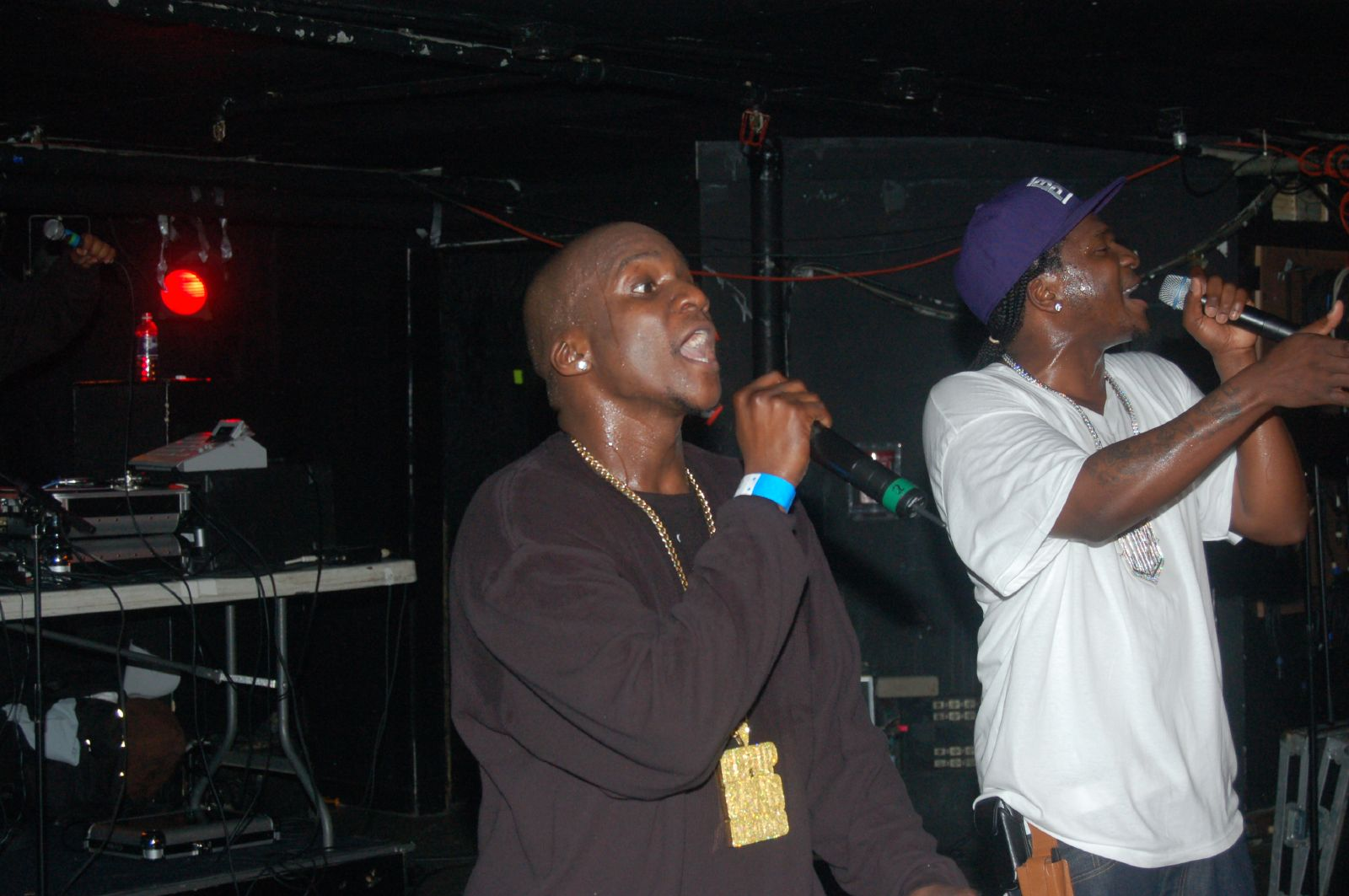
Clipse (2007)

Clipse sind ein aus Virginia stammendes Hip-Hop-Duo. Seit 1992 besteht Clipse aus den Brüdern Gene „Malice“ Thornton (* 1973 in New York) und Terrence „Pusha T“ Thornton (* 1977 in New York).

## Geschichte
Mit ihrem Debütalbum Lord Willin’, das 2002 erschien, stiegen Clipse auf Anhieb auf Platz 4 der US-amerikanischen Billboard-Albumcharts ein. Im Oktober 2002 wurde den beiden von der RIAA eine Goldene Schallplatte verliehen.
2006 erschien ihr neues Album Hell Hath No Fury, auf welchem Gastbeiträge von Pharrell Williams, Slim Thug, Ab-Liva und Sandman zu hören sind. Das Album wurde vollständig von den Neptunes produziert. 
Zudem produzierte Clipse das Lied Honey zu dem Film Honey.
Clipse haben ein eigenes Plattenlabel mit dem Namen Re-Up Records, in dem auch die beiden Rapper Ab-Liva und Sandman unter Vertrag stehen.
Nach einer längeren Auszeit veröffentlichen die Brüder am 11. Juli 2025 ihr Album Let God Sort Them Out in Eigenregie.

## Diskografie

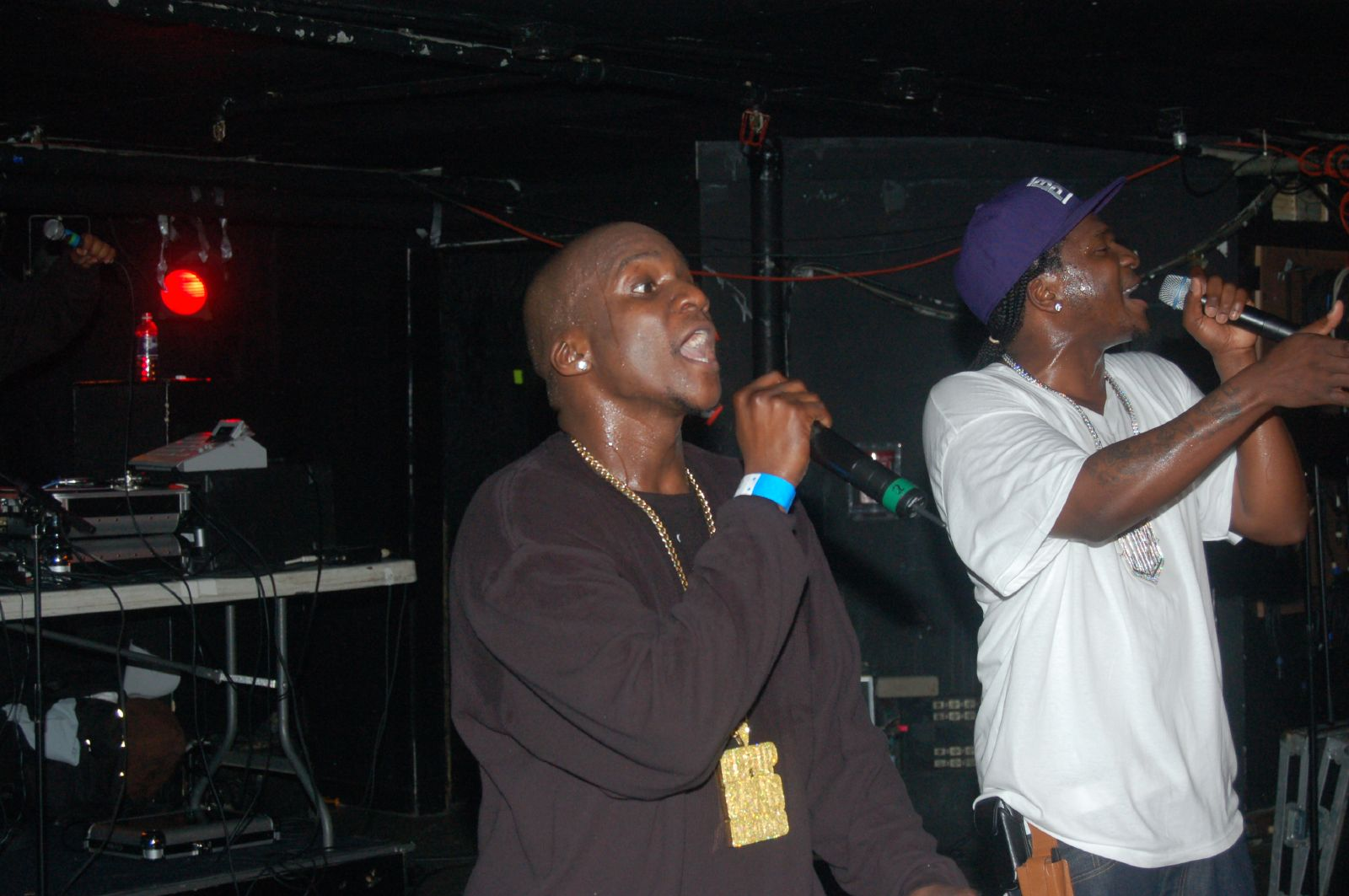
Clipse (2007)

### Alben
| Jahr | Titel                | Höchstplatzierung, Gesamtwochen, AuszeichnungChartplatzierungen (Jahr, Titel, Platzierungen, Wochen, Auszeichnungen, Anmerkungen) | Höchstplatzierung, Gesamtwochen, AuszeichnungChartplatzierungen (Jahr, Titel, Platzierungen, Wochen, Auszeichnungen, Anmerkungen) | Höchstplatzierung, Gesamtwochen, AuszeichnungChartplatzierungen (Jahr, Titel, Platzierungen, Wochen, Auszeichnungen, Anmerkungen) | Höchstplatzierung, Gesamtwochen, AuszeichnungChartplatzierungen (Jahr, Titel, Platzierungen, Wochen, Auszeichnungen, Anmerkungen) | Anmerkungen                             |
| Jahr | Titel                | AT | CH | UK | US | Anmerkungen                             |
| ---- | -------------------- | --- | --- | --- | --- | --------------------------------------- |
| 2002 | Lord Willin’         | — | — | — | US4 Gold · (31 Wo.)US | Erstveröffentlichung: 20. August 2002   |
| 2006 | Hell Hath No Fury    | — | — | — | US14 (8 Wo.)US | Erstveröffentlichung: 27. November 2006 |
| 2009 | Til the Casket Drops | — | — | — | US46 (5 Wo.)US | Erstveröffentlichung: 8. Dezember 2009  |
| 2025 | Let God Sort Em Out  | AT41 (2 Wo.)AT | CH7 (… Wo.)CH | UK16 (… Wo.)UK | US4 (… Wo.)US | Erstveröffentlichung: 11. Juli 2025     |

Weitere Alben
- 1999: Exclusive Audio Footage
- 2008: Re-Up Gang

### Singles
| Jahr | Titel Album                              | Höchstplatzierung, Gesamtwochen, AuszeichnungChartplatzierungen (Jahr, Titel, Album, Platzierungen, Wochen, Auszeichnungen, Anmerkungen) | Höchstplatzierung, Gesamtwochen, AuszeichnungChartplatzierungen (Jahr, Titel, Album, Platzierungen, Wochen, Auszeichnungen, Anmerkungen) | Anmerkungen                        |
| Jahr | Titel Album                              | UK | US | Anmerkungen                        |
| --- | ---------------------------------------- | --- | --- | ---------------------------------- |
| 2002 | Grindin’ Lord Willin’                    | — | US30 (20 Wo.)US |                                    |
| 2002 | When the Last Time Lord Willin’          | UK41 (2 Wo.)UK | US19 (21 Wo.)US |                                    |
| 2003 | Ma, I Don’t Love Her Lord Willin’        | UK38 (3 Wo.)UK | US86 (6 Wo.)US | feat. Faith Evans                  |
| Folgende Lieder erschienen nicht als Single, wurden aber durch das Album zum Download und Streaming bereitgestellt und konnten somit eine Platzierung erlangen: |                                          | | |                                    |
| |                                          | | |                                    |
| 2019 | Use This Gospel Jesus Is King            | — | US37 Gold · (1 Wo.)US | Kanye West feat. Clipse & Kenny G  |
| 2025 | Chains & Whips Let God Sort Em Out       | UK82 (1 Wo.)UK | US42 (2 Wo.)US | feat. Kendrick Lamar               |
| 2025 | So Be It Let God Sort Em Out             | — | US62 (1 Wo.)US |                                    |
| 2025 | P.O.V. Let God Sort Em Out               | — | US65 (1 Wo.)US | feat. Tyler, the Creator           |
| 2025 | Ace Trumpets Let God Sort Em Out         | — | US78 (1 Wo.)US |                                    |
| 2025 | The Birds Don’t Sing Let God Sort Em Out | — | US92 (1 Wo.)US | feat. John Legend & Voices of Fire |
| 2025 | M.T.B.T.T.F. Let God Sort Em Out         | — | US95 (1 Wo.)US |                                    |

Weitere Singles
- 2004: Hot Damn
- 2005: Hands Up [Remix] (mit TLC)
- 2007: Mr. Me Too (featuring Pharrell Williams)
- 2007: Wamp Wamp (What It Do)
- 2009: Kinda Like a Big Deal (featuring Kanye West)
- 2009: I’m Good (featuring Pharrell Williams)
- 2025: Ace Trumpets

### Sonstige
- 2007: We Got the Remix